# Rahmatullo Fuzajlow
Rahmatullo Fuzajlow (ur. 16 września 1978 roku w Duszanbe) – piłkarz tadżycki grający na pozycji środkowego obrońcy.

## Życiorys
Fuzajlow karierę rozpoczął w 1994 roku w tadżyckim klubie Sitora Duszanbe. Następnie grał kolejno w takich zespołach jak SKA-Pamir Duszanbe, Neftczi Fergana, Dinamo Duszanbe, FK Buchara oraz Dinamo Samarkanda. Od 2000 roku reprezentował barwy pierwszoligowej rosyjskiej drużyny Szynnik Jarosław, gdzie grał do 2004 roku i rozegrał 117 spotkań strzelając 5 bramek. W 2005 roku został sprzedany do innego pierwszoligowego zespołu Ałanija Władykaukaz, gdzie nie rozegrał ani jednego spotkania i w kolejnym sezonie przeszedł do drugoligowej Łady Togliatti. W latach 2005–2006 bronił barwy trzecioligowego Nosta Nowotroick, a w późniejszym czasie zasilił CSKA Duszanbe. W 2008 roku Fuzajlow podpisał kontrakt z klubem Zwiezda Irkuck. Następnie grał w FK Buxoro, Wachsz Kurgonteppa, CSKA Pomir, Regar-TadAZ Tursunzoda i ponownie w CSKA Pomir, w którym w 2012 zakończył karierę.